# Jüdische Gemeinde Rambervillers
Eine Jüdische Gemeinde in Rambervillers, einer französischen Stadt im Département Vosges in Lothringen, bestand seit dem 19. Jahrhundert. Die Juden hatten einen wesentlichen Anteil an der Entwicklung des Textilgewerbes.

## Geschichte
Bereits 1866 besuchten die Juden aus Bruyères, das 19 Kilometer entfernt liegt, die Synagoge in Rambervillers. Diese Synagoge muss schon einige Zeit zuvor bestanden haben. 
Der jüdische Friedhof in Rambervillers befindet sich direkt neben dem kommunalen Friedhof.  